# Титовка (Смоленская область)
Титовка — деревня в Шумячском районе Смоленской области России. Входит в состав Студенецкого сельского поселения. Население — 0 жителей (2017 год).
Расположена в юго-западной части области в 24 км к юго-западу от Шумячей, в 10 км севернее автодороги А101 Москва — Варшава («Старая Польская» или «Варшавка»), на берегу реки Чёрная Натопа. В 18 км юго-восточнее деревни расположена железнодорожная станция Осва на линии Рославль — Кричев.

## История
Бывшая деревня Мстиславского воеводства, Великого Княжества Литовского.
По официальным данным на 1866 год белорусы составляли 94,7 % населения.
В годы Великой Отечественной войны деревня была оккупирована гитлеровскими войсками в августе 1941 года, освобождена в сентябре 1943 года.
25 марта 1918 года согласно Третьему Уставу Титовка была провозглашена частью Белорусской Народной Республики. 1 января 1919 года согласно постановлению I съезда Коммунистической партии Беларуси она вошла в состав Белорусской ССР, но 16 января Москва вместе с другими этнически белорусскими территориями приняла село в состав РСФСР.